# Chatham (Massachusetts)
Chatham és una població dels Estats Units a l'estat de Massachusetts. Segons el cens del 2000 tenia 6.625 habitants.

## Demografia
Segons el cens del 2000, Chatham tenia 6.625 habitants, 3.160 habitatges, i 1.886 famílies. La densitat de població era de 157,7 habitants per km².
Dels 3.160 habitatges en un 15,3% hi vivien nens de menys de 18 anys, en un 51,2% hi vivien parelles casades, en un 6% dones solteres, i en un 40,3% no eren unitats familiars. En el 34,7% dels habitatges hi vivien persones soles el 18,8% de les quals corresponia a persones de 65 anys o més que vivien soles. El nombre mitjà de persones vivint en cada habitatge era de 2 i el nombre mitjà de persones que vivien en cada família era de 2,52.
Per edats la població es repartia de la següent manera: un 13,3% tenia menys de 18 anys, un 4,4% entre 18 i 24, un 19,8% entre 25 i 44, un 28,2% de 45 a 60 i un 34,3% 65 anys o més.
L'edat mediana era de 54 anys. Per cada 100 dones de 18 o més anys hi havia 85,4 homes.
La renda mediana per habitatge era de 45.519 $ i la renda mediana per família de 56.750$. Els homes tenien una renda mediana de 41.064 $ mentre que les dones 30.365$. La renda per capita de la població era de 28.594$. Entorn de l'1,9% de les famílies i el 4,8% de la població estaven per davall del llindar de pobresa.